# Campeonato de Portugal de 1928–29
O Campeonato de Portugal 1928–29 foi a 8ª edição do Campeonato de Portugal. O Belenenses venceu esta edição.

## Participantes
- Algarve (1): Lusitano VRSA
- Aveiro (2): Beira-Mar, Sp. Espinho
- Braga (1): Braga
- Coimbra (1): União de Coimbra
- Évora (1): Lusitano de Évora
- Lisboa (7): Belenenses, CD Palhavã, Casa Pia, Sporting, Benfica, Carcavelinhos FC, União de Lisboa
- Madeira (1): CS Marítimo
- Porto (5): Porto, Salgueiros, SC Coimbrões, Leça, Boavista
- Portalegre (1): Estrela de Portalegre
- Santarém (1): Os Leões Santarém
- Setúbal (4): Vitória de Setúbal, Barreirense, Triunfo SC, Luso FC
- Vila Real (1): Vila Real
- Viseu (1): Lusitano FC

## 1ª Eliminatória
As partidas foram disputadas a 7 de abril de 1929.
|                       | Resultado |                    |
| --------------------- | --------- | ------------------ |
| Lusitano Évora        | 1 - 6     | Vitória de Setúbal |
| Beira-Mar             | 0 - 3     | União de Lisboa    |
| Sporting              | 6 - 3     | Coimbrões          |
| Leões de Santarém     | 1 - 6     | Benfica            |
| Lusitano FC           | 2 - 5     | Salgueiros         |
| Sp. Espinho           | 4 - 2     | CD Palhavã         |
| Barreirense           | 1 - 2     | Lusitano VRSA      |
| Triunfo SC            | 0 - 3     | Leça               |
| FC Porto              | 13 - 0    | Braga              |
| Estrela de Portalegre | 0 - 5     | Casa Pia           |
| Carcavelinhos         | 3 - 2     | Luso FC            |
| Boavista              | 3 - 0     | Vila Real          |

## Oitavos de final
As partidas foram disputadas a 26 de maio de 1929.
|               | Resultado |                    |
| ------------- | --------- | ------------------ |
| Boavista      | 1 - 3     | Vitória de Setúbal |
| Sp. Espinho   | 2 - 4     | União de Lisboa    |
| Sporting      | 3 - 2     | FC Porto           |
| Lusitano VRSA | 5 - 0     | Casa Pia           |
| Leça          | 3 - 2     | União de Coimbra   |
| Belenenses    | 3 - 2     | Benfica            |
| Carcavelinhos | 2 - 1     | Salgueiros         |

## Quartos de final
As partidas foram disputadas as 2 de junho de 1929, e a partida de desempate no dia seguinte (no mesmo estádio).
|                    | Resultado            |               |
| ------------------ | -------------------- | ------------- |
| Vitória de Setúbal | 3 - 0                | Marítimo      |
| União de Lisboa    | 9 - 0                | Leça          |
| Lusitano VRSA      | 1 - 1 0 - 1 (2ª mão) | Sporting      |
| Belenenses         | 3 - 1                | Carcavelinhos |

## Meias-finais
As partidas foram disputadas a 9 de junho de 1929, e a partida de desempate no dia seguinte (no mesmo estádio).
|                    | Resultado            |            |
| ------------------ | -------------------- | ---------- |
| União de Lisboa    | 2 - 1                | Sporting   |
| Vitória de Setúbal | 1 - 1 0 - 2 (2ª mão) | Belenenses |

## Final
| 16 de junho de 1929 | Belenenses        | 2 – 1 | União de Lisboa | Campo da Palhavã, Lisboa |
|                     | José Luís 15' 73' |       | 68' Luís Silva  | Árbitro: Carlos Canuto   |